# 21380 Devanssay
21380 Devanssay este un asteroid din centura principală de asteroizi.

## Descriere
21380 Devanssay este un asteroid din centura principală de asteroizi. A fost descoperit pe 27 februarie 1998 la Caussols în cadrul programului ODAS. Asteroidul prezintă o orbită caracterizată de o semiaxă mare de 2,27 ua, o excentricitate de 0,20 și o înclinație de 6,6° în raport cu ecliptica.